# سیس
شهر سیس یکی از شهرهای شهرستان شبستر که در بخش مرکزی شهرستان شبستر در ۱۴ کیلومتری شرق شبستر واقع شده‌است. شهر سیس بر پایه سرشماری سال ۱۳۹۵ جمعیتی برابر با ۶٫۳۴۹ نفر داشته‌است.
سیس در زبان ترکی به معنی مه و چم می‌باشد. سنگ قیزیل‌داشن، آسياب آب، مقبره شيخ پير رجب و مسجد محمد حنیفه از دیدنی‌های تاریخی شهر سیس است. دامنه رشته کوه‌های میشو داغی و چشمه‌های آن و طبیعت ظهرآباد و سحون و چشمه آب طبیعی که از کوههای میشو سرازیر می شود و به باغات میرسد و بدون هیچ مشکلی میشود از این آب نوشید نیز از دیدنی‌های طبیعی آن است؛ و مقبره شیخ اسماعیل سیسی در سیس از دیدنیهای دیگر شهر می‌باشد و بابا نورالدین سیسی از عارفان نامدار اهل سیس می‌باشد.
یک غار با اتاقکهایی، مربوط به قبل از میلاد، در نزدیکی مقبره شیخ اسماعیل سیسی قراردارد که مردم آن زمان از آن به عنوان پناهگاهی در مواقع حمله دشمنان استفاده می‌کردند.

## تاریخ
تاریخ این شهر و سکونت در آن به تاریخ قبل از اسلام بر می گردد. همان طوری که در کتب تاریخی ذکر شده لشکرکشی  هشتم سارگون دوم  در سال 714 قبل از میلاد (یکی از پادشاهان آشور ) به قلمرو آذربایجان بوده است و در این لشکرکشی ها ذکر شدن نام سیس به عنوان یکی از آبادی های مهم و بزرگ ارونق و انزاب از ایام قدیم دلالت بر سکونت و آباد بودن آن است.

## جاذبه‌های تاریخی، مذهبی
- مقبره شیخ اسماعیل سیسی

- مقبره شيخ پير رجب

- سنگ قیزیل‌داشن

- مسجد محمد حنیفه